# Aquarismo

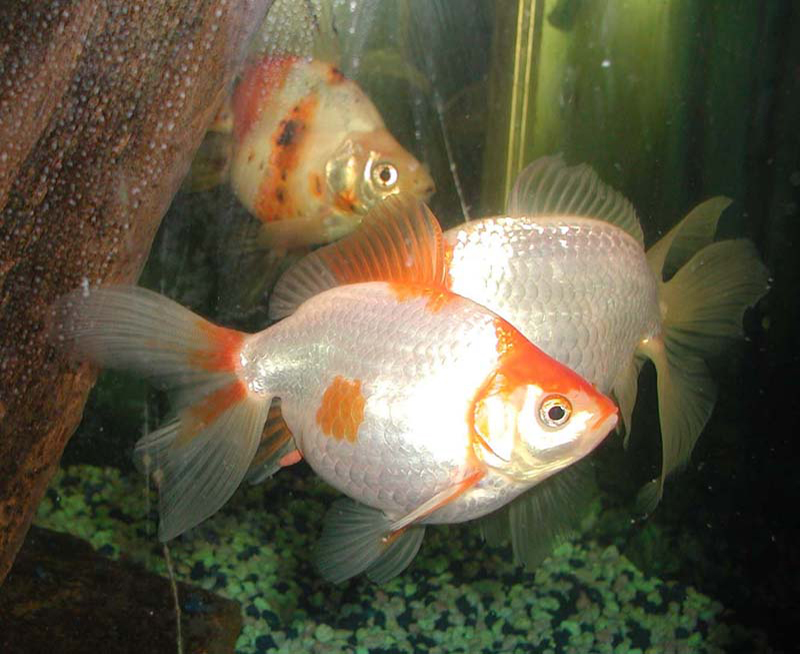
Carassius auratus, um dos peixes mais comuns criados em aquários

O aquarismo ou aquariofilia é a prática de criar peixes, plantas e outros organismos aquáticos, em recipientes de vidro, acrílico ou plástico conhecidos como aquários, ou em tanques naturais ou artificiais para fim ornamental ou de estudo, distinguindo-se assim essa atividade da piscicultura ou aquacultura, que têm aspectos de produção.
O aquarismo, assim como o paisagismo, é uma atividade que combina uma demanda por senso estético e conhecimentos técnicos diversos, como biologia básica (ciclo do nitrogênio), química básica (pH) e outros.

## Tipos de aquários
Os aquários se classificam basicamente em dois tipos: os de água doce e os de água salgada. Dentro destas grandes subdivisões, outras classificações acontecem, baseadas em características de cada montagem, geralmente por tema, como os comunitários, de cardumes, de ciclídeos africanos, plantados, ou por bioma como os de arrecife, ou "rochas vivas" (recifes de coral), amazônicos, lagos africanos e outros.
Os aquários para a prática da aquariofilia possuem diversos formatos e tamanhos, indo desde os aquários esféricos de Bettas até os aquários que ocupam paredes inteiras. É necessário escolher cuidadosamente sua forma e tamanho para que o aquário seja adequado aos peixes com que pretende povoá-lo.
Takashi Amano tem-se destacado nos últimos anos nos aquários plantados, criando alguns dos mais belos aquários “naturais” existentes.

## Habitantes
Um enorme número de espécies conhecidas de peixes e plantas podem ser mantidas em aquários, desde que se respeitem os limites e necessidades de cada espécie, como espaço adequado, compatibilidade de espécies, temperatura, iluminação, pH e dureza da água. Quando isso ocorre, é possível inclusive obter sucesso na reprodução em cativeiro de muitas espécies. Uma variedade grande de invertebrados, como crustáceos e moluscos também pode ser adaptada para a vida no aquário e é facilmente encontrada no comércio especializado.

## Cuidados necessários para manter um aquário
Para que um aquário se desenvolva bem é necessário observar alguns cuidados mínimos. São estes o tamanho e formato do aquário, a filtração, a iluminação e a manutenção dos parâmetros da água.
Há muitas técnicas de como cuidar de um aquário. Algumas tendem a ser populares, como sifonar o fundo uma vez por semana para eliminar detritos do fundo; outras tendem a ser comumente criticadas, como o FBF (filtro biológico de fundo), apesar de este ainda ser um dos sistemas mais comuns de filtragem, pelo seu custo mais baixo, porém pouco eficiente.

### Iluminação

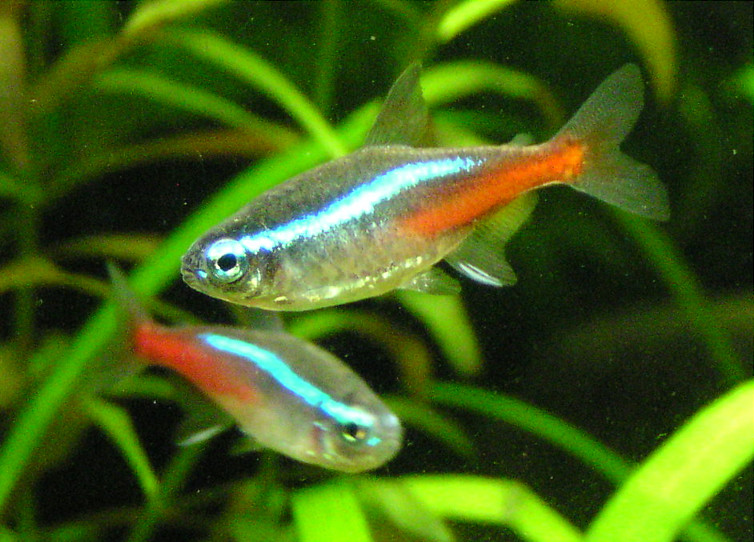
Tetra-neon (Paracheirodon innesi), outro peixe popular em aquários

A iluminação é parte importante para peixes, plantas, corais e qualquer outro ser vivente no aquário. Como podemos perceber, peixes não possuem pálpebra, logo, se mantivermos o ambiente iluminado o tempo todo, eles não conseguirão dormir e ficarão estressados. Em média, durante um dia a iluminação solar dura de 6 a 8 horas, o que é aproximadamente o período adequado para manter o aquário iluminado.
Para aquários plantados as exigências são ainda maiores, pois devemos compreender que plantas precisam de luz para realizar a fotossíntese, logo existe um tempo mínimo e uma quantidade mínima de luz a ser aplicada. As lâmpadas também precisam ser adequadamente escolhidas: as lâmpadas comuns (fluorescentes de tubo) com temperatura de cor na faixa de 5 200 K a 6 500 K ou lâmpadas especiais para aquários são as mais indicadas; também podem ser usadas lâmpadas compactas econômicas (PL) na mesma faixa de temperatura de cor já mencionada acima. As lâmpadas comuns têm luz branca, as especiais são rosadas ou azuladas. Os picos de cor do espectro luminoso que são utilizados pelas plantas aquáticas para fotossíntese são respectivamente o azul e o vermelho.
Corais muitas vezes necessitam de iluminação especial para sobreviver, como a água do mar tem densidade diferente da água doce o pico de cor usado pelos organismos marinhos é o azul, deste modo as lâmpadas indicadas para os aquários marinhos ficam na faixa de 10 000 K e tem tom azulado.

### Parâmetros da água
Os mais comuns de serem observados são pH, Temperatura, GH, KH, densidade entre outros.
Quanto menor o aquário, mais difícil é a manutenção dos parâmetros da água. Para um exemplo mais didático pensemos em um copo com água e uma piscina. Se eu colocar duas colheres de limão (que tem propriedades ácidas) em um copo, provavelmente sentirei o gosto azedo que identifica o ácido do limão, o mesmo não aconteceria no caso da piscina, pelo volume maior de água, o ácido do limão se diluiria na água em maior quantidade. Do mesmo jeito a temperatura: se eu quiser esquentar a água de um copo, 5 minutos de um fogão aceso seriam suficientes; para esquentar uma piscina é necessário um aquecedor potente e várias horas do seu uso.
Logo só se recomenda aquários pequenos para aquaristas experientes, pois a chance de matar os peixes, plantas e demais formas de vida se multiplicam quanto menor o aquário.

### pH
O pH é uma escala logarítmica de medida baseada na dissolução do íon Hidrogênio (H+) na água: quanto mais alcalino maior o pH; quanto mais ácida, menor o pH.
Aquários marinhos costumam ter o pH alto, estabilizado em 8,3. Já nos de água doce, o pH varia, podendo ir de 5,5 até 9,0, de acordo com a espécie abrigada.
Em aquários comunitários é comum manter o pH neutro, em torno de 7, a fim de harmonizar o ambiente com as necessidades de um número mais diversificado de espécies.

### Temperatura
A tolerância de espécies a temperaturas variadas também é bastante notada em aquários. Por exemplo, acarás-disco (Symphysodon aequifasciata) tem baixa tolerância a temperaturas inferiores a 28 ºC, já as carpas (Cyprinus carpio) sobrevivem a até 4 °C.
Os peixes são animais pecilotermos, logo o seu metabolismo acompanha a temperatura do ambiente. Para aquários marinhos com corais este é um quesito de extrema importância pois muitas espécies de corais morrem com temperaturas superiores a 30 °C e inferiores a 25 °C. Se lembrarmos do caso do copo e da piscina perceberemos que o oceano ou mar sofre pouquíssima alteração durante o dia.

### Filtragem

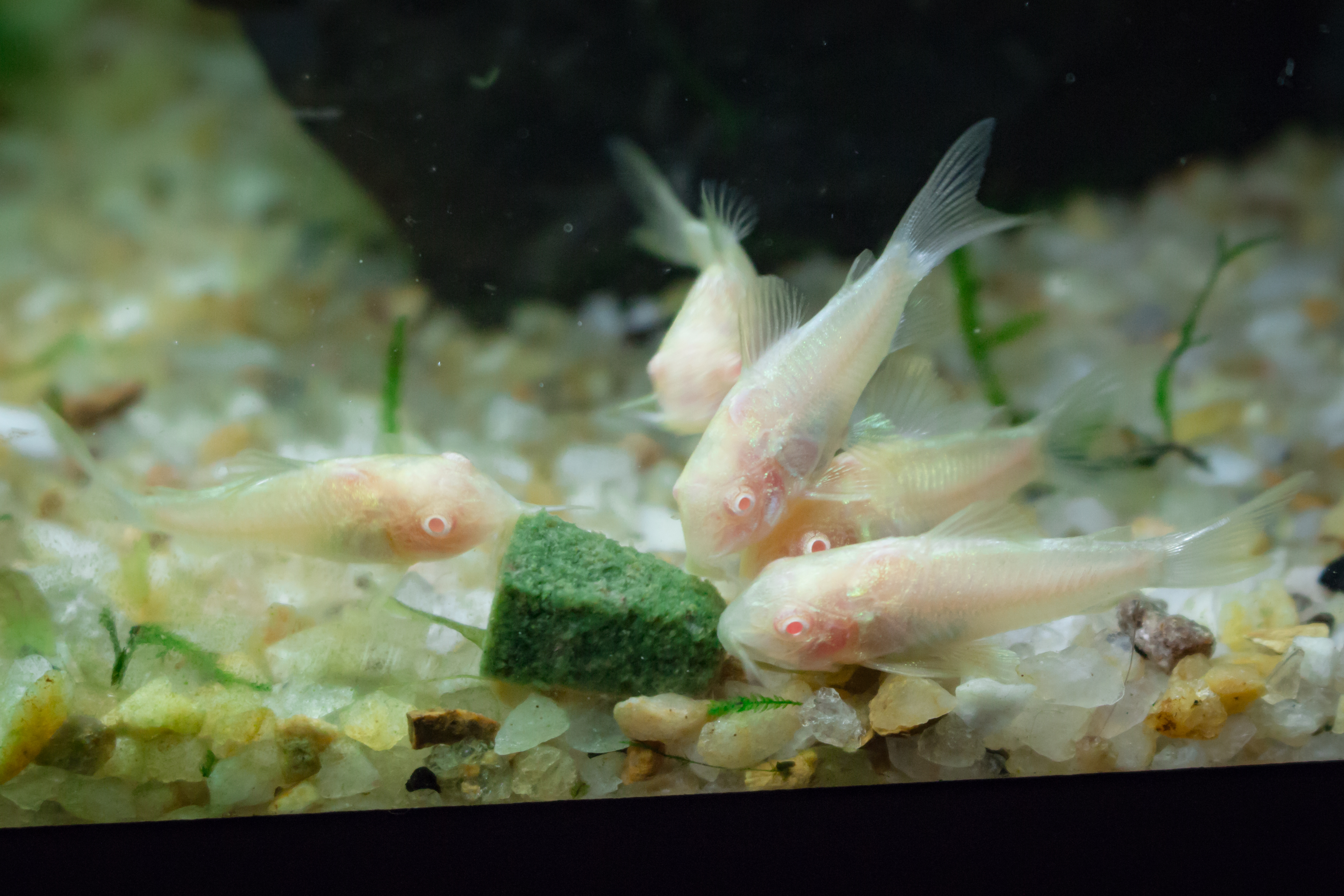
Cardume de Corydoras aeneus se alimentando em um aquário

O filtro ideal para um aquário, a vazão dever ser no mínimo 5 vezes que a litragem do B-FLOW
Os filtros mais recomendados são hang-on ou filtro externo, sump, canister e outros feitos por adaptação pelo própria aquarista.

### dGH
dGH, ou GH, ou ainda DH, é uma medida que determina a quantidade de íons de Cálcio e Magnésio diluída na água. Outros elementos podem ocorrer, mas em quantidades normalmente irrelevantes.
A essa medida dá-se o nome de dureza da água. Quanto mais íons presentes, mais "dura" é a água. Em organismos vivos aquáticos está relacionado com o equilíbrio osmótico.
Como nos casos acima, há peixes com maior afinidade por águas moles e alguns por água dura. Néons e Discus preferem água mais mole enquanto o Jóia (Hemichromis bimaculatus) e o Auratus (Melanochromis auratus) preferem água mais dura.
Embora não haja relação direta entre dGH e o pH da água, devido às propriedades dos elementos químicos envolvidos, há uma tendência da água alcalina ser também dura, e da água ácida ser mais mole.

### Dureza
Quanto maior a quantidade de carbonatos e bicarbonatos, mais difícil é haver mudanças no pH.

### Amônia
A amônia é responsável por quase 70% da mortalidades de peixes em lojas e/ou aquário. Ela tem um efeito corrosivo que pode matar toda fauna que estiver no aquário, cujo nível de amônia esteja alto. A principal causa é a super população e/ou deficiência na filtragem.

### Densidade
A densidade costuma ser medida em aquários marinhos, com a diferença que a água dos oceanos sofre uma variação muito menor no decorrer de um dia do que a de um aquário. Algumas espécies são muito pouco tolerantes a estas variações só devendo ser criadas por aquaristas experientes.